# Jordi Sànchez i Picanyol
|  | Aquest article tracta sobre l'activista i polític. Si cerqueu l'actor català, vegeu «Jordi Sànchez i Zaragoza». |

Jordi Sànchez i Picanyol (Barcelona, 1964) és un activista polític i social català, president de l'Assemblea Nacional Catalana entre 2015 i 2017 i que fou cap de llista de Junts per Catalunya a la demarcació de Barcelona a les eleccions generals espanyoles d'abril del 2019. Llicenciat en ciències polítiques el 1991 a la Universitat Autònoma de Barcelona. Professor associat de Ciència Política a la Universitat de Barcelona, ha exercit la docència en altres universitats. És un dels impulsors de la Crida Nacional per la República.
Des del 16 d'octubre del 2017 estigué en presó preventiva, acusat d'un presumpte delicte de rebel·lió en relació amb el seu rol durant la manifestació davant la Conselleria d'Economia el 20 de setembre del 2017, en el transcurs de l'Operació Anubis. En el Judici al procés independentista català fou condemnat pel Tribunal Suprem de l'estat espanyol, l'octubre de 2019, a 9 anys de presó i d'inhabilitació pel delicte de sedició.

## Biografia
Sànchez i Picanyol fou dirigent i portaveu, al costat d'Àngel Colom, de la Crida a la Solidaritat, des del 1983 fins a la seva dissolució, el juny del 1993. En aquest sentit, el filòsof i pacifista Lluís Maria Xirinacs i Damians el responsabilitzà directament a la seva obra La traïció dels líders (1993) d'haver promogut aquesta dissolució i d'haver apaivagat intencionadament l'acció popular de base als Països Catalans. Vinculat durant molts anys a Iniciativa per Catalunya Verds, entre els anys 1996 i 2004 va ser conseller de la Corporació Catalana de Ràdio i Televisió, i també el 1996 fou nomenat director adjunt de la Fundació Jaume Bofill, fins al 2001, any en què va assumir-ne la direcció, la qual va deixar el 2010 per incorporar-se com a adjunt del síndic de greuges de Catalunya, Rafael Ribó, exlíder dels ecosocialistes.
A banda de col·laborar periòdicament com a analista en temes socials i polítics en diversos mitjans de comunicació del país, entre el 2004 i el 2006 va coordinar la redacció d'un dels cinc àmbits del Pacte Nacional per a l'Educació, concretament el que va fixar les bases del servei públic educatiu. L'any 2008 va ser coordinador d'un dels quatre àmbits del Pacte nacional per a la immigració, en concret el que elaborava l'adaptació dels serveis públics.

### Presidència de l'Assemblea Nacional Catalana
El 16 de maig de 2015 Jordi Sànchez rellevà Carme Forcadell a la presidència de l'Assemblea Nacional Catalana (ANC), en ser escollit pels membres del Secretariat Nacional de l'entitat, reunits a la sala de Sant Vicenç del castell de Cardona per àmplia majoria, tot i que no havia estat el candidat més votat pels socis de l'entitat, que va ser l'editora d'origen estatunidenc Liz Castro. Era considerat una persona de consens, i tenia el suport de la direcció sortint. Va ser reelegit president pel Secretariat Nacional, reunit a Ripoll, el 21 de maig de 2016, arran de les noves eleccions de l'Assemblea, que havien tingut lloc una setmana abans. Paral·lelament al seu inici de presidència, que era un càrrec no remunerat, fou també designat director de l'Observatori dels Drets de la Fundació Pompeu Fabra, un càrrec de nova creació i atorgat directament per la Fundació "la Caixa" —presidida llavors per Jaume Giró i Ribas.
Com a president de l'ANC va posar l'accent en el discurs social de l'independentisme, argumentant que amb un nou estat es podria generar un millor estat del benestar més equitatiu i resoldre les urgències socials de Catalunya. També va participar en les negociacions per a crear la candidatura conjunta Junts pel Sí de cara a les eleccions al Parlament de Catalunya de 2015.
Arran del desacord dels partits independentistes per a aprovar els pressupostos de la Generalitat, el Secretariat Nacional de l'Assemblea Nacional Catalana va proposar, en la seva següent reunió, el 12 de juny, modificar el seu full de ruta i va plantejar el referèndum d'autodeterminació com a objectiu de la legislatura. La modificació implicava consultar els socis de l'Assemblea, i Jordi Sànchez es va implicar personalment en l'aposta pel referèndum. Tres quartes parts dels socis van votar-hi a favor.
A l'Assemblea General Ordinària de l'ANC, que va tenir lloc a Barcelona el diumenge 25 de febrer de 2018, es van convocar eleccions al Secretariat Nacional i els càrrecs de l'organització van passar a ocupar el seu lloc en funcions. Jordi Sànchez, que havia renunciat a ser secretari nacional i president el 16 de novembre de 2017 per presentar-se a les eleccions al Parlament de Catalunya, va aprofitar l'ocasió per a escriure un text de record de la seva elecció com a president de l'Assemblea, l'any 2015; d'agraïment als seus companys i a les assemblees territorials, i d'encoratjament a l'ANC. El text va ser llegit davant dels socis per Núria Guillaumes. Va adreçar també unes paraules al Secretariat Nacional entrant, el 24 de març de 2018, el dia que Elisenda Paluzie va ser escollida nova presidenta de l'entitat.

### Presó provisional
El setembre de 2017 va ser acusat de sedició arran de les concentracions de protesta dels dies 20 i 21 durant l'Operació Anubis. Per aquest motiu, la jutge Carmen Lamela va decretar que ingressés a la presó sense fiança el 16 d'octubre, juntament amb Jordi Cuixart. Van ingressar a la presó de Soto del Real, separats en mòduls diferents i barrejats amb delinqüents que havien comès delictes de sang. La interlocutòria va ser durament criticada i diversos mitjans van publicar proves que contradeien el text de la decisió judicial. El mateix President de la Generalitat de Catalunya, entre d'altres personalitats i associacions, consideren que Jordi Cuixart i Jordi Sànchez són presos polítics. Amnistia Internacional va demanar la seva posada en llibertat immediata.
El 3 de novembre, l'Audiència Nacional va desestimar el recurs d'apel·lació dels advocats de Jordi Sànchez i Jordi Cuixart, que argumentaven que la situació política havia canviat a Catalunya arran de l'aplicació de l'article 155 i no hi havia risc de "reiteració delictiva".
Des del seu empresonament s'han realitzat centenars d'actes de suport tot el territori català. Dijous 19 d'octubre es va organitzar una concentració amb espelmes a l'Avinguda Diagonal de Barcelona demanant el seu alliberament, on van assistir 200.000 persones segons la Guàrdia Urbana. Pocs dies després, dissabte 21, es va organitzar una nova manifestació, aquest cop al Passeig de Gràcia, on segons la Guàrdia Urbana es van aplegar més de 450.000 persones demanant la seva llibertat i la de Jordi Cuixart.
Dissabte 11 de novembre del 2017 es va organitzar una nova manifestació a la qual van assistir 750.000 persones, sempre segons la Guàrdia Urbana. Aquesta manifestació per la llibertat dels presos polítics. Des de llavors s'han realitzat centenars d'actes arreu del territori català demanant la llibertat del conjunt de presos polítics relacionats amb el procés independentista català. El 24 de novembre de 2017, el jutge Pablo Llarena va dictar un acte pel qual —després de sol·licitar informe a la jutgessa Lamela— acumulava la instrucció contra els principals líders independentistes, incloent-hi Jordi Sànchez i Jordi Cuixart.

### Campanya electoral 21D
El 4 de desembre, coincidint amb l'inici de la campanya electoral al Parlament de Catalunya, el jutge Llarena va deixar en llibertat tots els membres del Govern de la Generalitat empresonats, llevat d'Oriol Junqueras i de Joaquim Forn, i va mantenir a la presó Jordi Sànchez i Jordi Cuixart. Junqueras, Forn i Sànchez ja figuraven a les llistes electorals com a candidats a diputat. Sànchez va demanar permís per a sortir de la presó a fer campanya, però el jutge Llarena l'hi va denegar, el 14 de desembre, i el va citar a declarar l'11 de gener. Aquesta declaració es va produir abans de la sessió de constitució del nou Parlament, el 17 de gener, de manera que Sànchez, per la seva condició de diputat electe, va al·legar-hi el seu dret a exercir la representació política. El 5 de febrer, el Tribunal Constitucional va admetre el recurs d'empara que Jordi Sànchez i Jordi Cuixart hi havien presentat, al novembre, quan la seva causa encara depenia de l'Audiència Nacional. El 6 de febrer, el jutge Llarena va rebutjar una nova petició de llibertat i va decidir mantenir-lo en presó preventiva.
L'1 de març de 2018, el Tribunal Suprem va declarar la instrucció de la causa contra el Govern de la Generalitat i contra Jordi Cuixart i Jordi Sànchez, instrucció que havia de finalitzar l'1 d'abril, causa complexa. La decisió possibilitava la pròrroga durant dotze mesos més de la instrucció. Tanmateix, el 10 d'abril el jutge Llarena va comunicar el processament de tots els investigats. El 15 de maig, Carme Forcadell, Oriol Junqueras, Jordi Turull, Josep Rull, Raül Romeva i Jordi Sànchez, de manera concertada, van presentar recursos d'apel·lació davant del processament.
Arran que Jordi Sànchez fos proposat com a candidat a la presidència de la Generalitat, la seva defensa va presentar l'endemà mateix, el 6 de març, dos recursos. Un va ser davant del Tribunal Suprem, per a sol·licitar-ne l'alliberament o el permís de sortida per a assistir a la sessió d'investidura, el dilluns 12 de març. L'altre recurs, davant el Tribunal Constitucional, ampliava el recurs d'empara que havia estat admès a tràmit el 5 de febrer; amb la finalitat que pogués participar en la campanya electoral, i també demanava la finalització de la presó preventiva. El dia 7 de març el Tribunal Constitucional va acordar mantenir la presó i rebutjar el recurs d'empara. El divendres 9 de març el jutge del Tribunal Suprem Pablo Llarena va denegar també la llibertat provisional ni cap permís per a assistir al ple d'investidura. L'advocat de Jordi Sànchez va anunciar que interposaria un recurs davant el Tribunal Europeu de Drets Humans el dilluns 12 a primera hora—la interlocutòria del Suprem havia sortit prou tard perquè no fos possible interporsar-lo el mateix divendres.
Ingressat a la presó més antiga de Madrid, Soto del Real, l'entorn de Jordi Sànchez s'ha queixat reiteradament de les deficients condicions del centre penitenciari. Arran d'un àudio enregistrat per a la campanya electoral, la policia va escorcollar la cel·la de Jordi Sànchez i va ser castigat amb el canvi de mòdul dins la mateixa presó. Tot i que el jutge Pablo Llarena havia establert que no tenia anul·lada la possibilitat de fer campanya, el càstig per l'àudio també va representar prohibir-li qualsevol comunicació amb la seva amiga Núria Guillaumes, a qui havia trucat per enregistrar l'àudio. A la incomunicació amb Guillaumes per sis mesos i el canvi de mòdul, s'hi va afegir, a l'abril, la privació d'activitats a la tarda, de forma que Sànchez havia de passar gairebé 18 hores cada dia tancat a la cel·la. Al cap de pocs dies Jordi Sànchez i Jordi Cuixart van ser traslladats tots dos a un mòdul de millors condicions (van ser junts en el mateix mòdul tots dos per primera vegada).
Arran de l'empresonament, l'Assemblea Nacional Catalana va proposar l'ús del llaç groc com a símbol dels presos polítics. La iniciativa es va estendre als balcons i les finestres de les institucions oficials i a l'ús del color groc a tot arreu, una campanya que els partidaris de l'empresonament de polítics i activistes van tractar d'aturar. Abans de la campanya electoral, la mateixa Junta Electoral de Barcelona va arribar a prohibir el color groc als edificis i fonts públiques. En campanya electoral, la Junta Electoral Central va prohibir els llaços grocs i pancartes de denúncies pels presos polítics. Acabada la campanya, el groc, en llaços, bufandes i a l'espai públic, es va mantenir com un emblema dels presos polítics, i van tornar a ser perseguits per les autoritats espanyoles en determinades ocasions, arribant a prohibir les samarretes grogues a la final de la Copa del Rei de futbol 2018. A finals de febrer, l'entrenador del Manchester City, Pep Guardiola, havia estat amonestat per la federació anglesa de futbol per dur el llaç groc, just abans que el seu equip disputés la final de la copa anglesa. Pep Guardiola va respondre que, abans que entrenador de futbol, era persona, i que no renunciaria a dur el llaç groc per a defensar el que considera una vulneració dels drets humans.
A mitjan novembre l'Assemblea Nacional Catalana va començar una campanya per enviar cartes als presos polítics. La resposta va ser massiva, de manera que l'administració dels centres penitenciaris va optar per restringir el lliurament de correspondència als presos.
El 26 de febrer de 2018 l'Assemblea Nacional Catalana, inspirant-se en els principis de la no-violència, va iniciar la campanya Prou ostatges!, per denunciar la situació dels presos polítics i els exiliats fent dejunis col·lectius, d'entre 2 i 5 dies de durada per persona, arreu de Catalunya. La campanya va tenir el suport d'associacions pacifistes i el seu objectiu era mantenir-la fins al dia de Sant Jordi. Va començar als Caputxins de Sarrià, i Jordi Sànchez, conscient del valor dels dejunis en el moviment pacifista, va fer arribar un missatge personal als dejunadors, per ser llegit públicament.
El 16 de juny de 2018, coincidint amb el vuitè mes d'empresonament, es va publicar el web jordisanchezpicanyol.cat, per difondre la seva situació i aplegar les cartes i escrits que havien anat apareixent als mitjans. Inclou un apartat sobre els fets del 20 de setembre, explicats pel mateix Jordi Sànchez.

### Candidatura a la presidència de la Generalitat
El 16 de novembre de 2017 es va anunciar que concorreria a les eleccions al Parlament com a candidat de Junts per Catalunya i que, en compliment dels Estatuts de l'Assemblea Nacional Catalana, presentava la seva dimissió com a secretari nacional i com a president de l'entitat. Va anar de número 2 a les llistes de Junts per Catalunya per Barcelona a les Eleccions al Parlament de Catalunya de 2017. No podent sortir de la presó per participar en la campanya, va obrir un compte de twitter, @jordialapreso, per anar-hi dictant els seus missatges polítics. També va fer enregistrar una intervenció telefònica (3 minuts i 20 segons) com a missatge per a la candidatura Junts per Catalunya. Va ser elegit diputat. En les negociacions per escollir president de la Generalitat i formar govern, el nom de Jordi Sànchez va començar a aparèixer com a possible candidat, atès l'exili del número 1 de Junts per Catalunya, el president Carles Puigdemont.
El dijous 1 de març de 2018 Carles Puigdemont va fer una compareixença institucional a Brussel·les en què va anunciar tres mesures: (1) l'activació de les institucions republicanes des de Bèlgica; (2) la petició que Jordi Sànchez fos investit president autonòmic, i (3) la presentació d'una querella contra l'Estat espanyol davant les Nacions Unides per vulneració de drets fonamentals. Jordi Sànchez va comunicar que acceptava l'encàrrec, tot recordant que el president Puigdemont, el vicepresident Junqueras i els consellers a la presó i l'exili havien de ser considerats "el veritable Govern legítim de Catalunya". El dilluns 5 de març Roger Torrent, president del Parlament, va encetar una nova roda de contactes amb els partits polítics i va proposar Jordi Sànchez, de Junts per Catalunya, com a candidat a ser investit president de la Generalitat.
La sessió d'investidura havia de celebrar-se el dilluns 12 de març. Torrent va enviar un escrit al jutge del Tribunal Suprem Pablo Llarena perquè acordés tot allò que fos necessari perquè el diputat Jordi Sànchez pogués ser aquell dia al Parlament per sotmetre's al debat d'investidura. Torrent va anunciar l'ajornament de la investidura quan el Tribunal Suprem va denegar al candidat poder assistir-hi, tot esperant la decisió del Tribunal Europeu de Drets Humans.
El 20 de març els seus advocats van anunciar al Tribunal Suprem la intenció d'abandonar la carrera política i dedicar-se a la docència. Amb aquell gest, quedava descartada la candidatura a la presidència de la Generalitat. Però la investidura fallida de Jordi Turull aquella mateixa setmana, a causa del seu empresonament el 23 de març, i la posterior detenció de Carles Puigdemont a Alemanya el dia 25, van portar-lo a tornar a reconsiderar la seva candidatura. El Parlament de Catalunya va reconèixer el dret de Sànchez, Turull i Puigdemont a ser investits. La Resolució del Tribunal de Drets Humans va formar part del recurs que el 29 de març Junts per Catalunya va presentar davant del Tribunal Consticuional perquè garantís els drets polítics de Jordi Sànchez. El 5 d'abril Carles Puigdemont i Jordi Turull van fer públiques cartes en què renunciaven a les seves candidatures, i al cap de pocs minuts Jordi Sànchez va fer publicar una carta a Junts per Catalunya en què afirmava que estava disposat a afrontar la investidura. L'endemà el president del Parlament va encetar una nova ronda de consultes per anunciar candidat a la investidura. El 7 d'abril, un cop acabada la ronda de consultes, Roger Torrent va tornar a proposar a Jordi Sànchez com a candidat a la investidura. El dia 12, el jutge Pablo Llarena va tornar a denegar el permís penitenciari perquè Sànchez assistís al ple, i també l'alternativa telemàtica, a més de la llibertat provisional, que havia sol·licitat el seu advocat.
El dia 5 de maig de 2018, a Berlín, Carles Puigdemont i el grup parlamentari de Junts per Catalunya van acordar impulsar la investidura a distància del president a l'exili. Si aquesta no era possible, van acordar que es produiria un tercer intent d'investidura de Jordi Sànchez. Aquesta possibilitat, però, va quedar de facto descartada quan, el dia 10 de maig, Carles Puigdemont va proposar que Quim Torra fos el candidat a la presidència de Junts per Catalunya.

### Internacionalització del cas
L'1 de febrer de 2018, en una roda de premsa des de Londres, l'advocat Ben Emmerson, expert en dret internacional i drets humans, al capdavant d'un equip d'advocats, va anunciar la interposició d'una denúncia internacional pel cas de Junqueras, Sànchez i Cuixart davant de la Comissió de Detencions Arbitràries de les Nacions Unides. La setmana següent, el 6 de febrer, Amnistia Internacional va prendre posició novament, amb la nota titulada "España: La prolongación de la prisión provisional de Jordi Sànchez es 'excesiva y desproporcionada'".
El 19 de març, la seu de les Nacions Unides a Ginebra va acollir una conferència sobre la regressió dels drets humans a Espanya, amb la presència dels exiliats Carles Puigdemont i Anna Gabriel de les famílies dels presos. El 23 de març, el Comitè de Drets Humans de les Nacions Unides va instar l'Estat espanyol a prendre totes les mesures necessàries per garantir els drets polítics de Jordi Sànchez. La seva defensa, amb els advocats Jordi Pina i Nico Krisch, va presentar un escrit al Tribunal Suprem perquè tingués en compte el pronunciament internacional. El mateix 23 de març el cas va prendre dimensió internacional quan el jutge Llarena va emetre ordre de processament contra 13 persones, i va dictar presó incondicional, incomunicada i sense fiança per a Jordi Turull, Josep Rull, Raül Romeva, Dolors Bassa i Carme Forcadell—Marta Rovira no va comparèixer al judici i va marxar a l'exili. La posterior detenció de Carles Puigdemont a Alemanya, el diumenge 25 de març, va intensificar l'atenció internacional sobre el seu cas i els dels presos polítics catalans. Puigdemont va recalcar, en la roda de premsa del 6 d'abril a la sortida de la presó de Neumünster, que exigia l'alliberament dels presos polítics, "una vergonya per a Europa".
Mesos després, el juliol de 2018, fou traslladat de la Presó de Soto del Real al Centre Penitenciari de Lledoners. El novembre de 2018 l'Organització Mundial Contra la Tortura va reclamar que fora alliberat. Des de llavors s'ha realitzat diverses concentracions a les portes del centre per donar suport. Entre l'1 i el 20 de desembre de 2018 va realitzar una vaga de fam per denunciar la seva situació de presó preventiva. L'1 de febrer de 2019 fou traslladat a una presó madrilenya en un autocar de la Guàrdia Civil, per fer front al Judici que va començar el 12 de febrer. El dia 21 de febrer Jordi Sánchez va declarar com a investigat, responent a les preguntes del fiscal, de l'advocacia de l'estat i de les defenses, però no a l'acusació popular del partit ultradretà Vox.

### Eleccions generals espanyoles de 2019
Jordi Sànchez encapçala la llista de Junts per Catalunya-Junts a la circumscripció de Barcelona a les eleccions al Congrés dels Diputats de 2019. Segueix la campanya electoral des de la presó de Soto del Real. La majoria dels actes polítics són presentats per Laura Borràs, segona a la mateixa llista. El 18 d'abril va oferir la primera roda de premsa des de la presó després de l'autorització de la Junta Electoral Central.

### Condemna a presó
El 14 d'octubre de 2019 acabà el Judici al procés independentista català amb una sentència que imposava dures penes a la majoria de processats, i en concret, a Sànchez, de 9 anys de presó i d'inhabilitació per sedició.

### Secretari general de Junts
A inicis de juliol de 2020, les negociacions entre l'espai més pròxim a l'expresident Carles Puigdemont (Crida Nacional) i el partit Partit Demòcrata entorn de la necessitat de reestructurar l'espai polític de la coalició Junts per Catalunya s'enquisten. Mentre el Partit Demòcrata apostava per la continuació del model de coalició, mantenint al Partit Demòcrata com a partit de centredreta independent, l'entorn de Carles Puigdemont va advocar per la creació d'un nou partit polític unificat més progressista i netament unilateralista.
El congrés fundacional tingué lloc entre el 25 de juliol de 2020, amb una sessió en línia. Durant el Procés Congressual, el Partit va permetre als seus membres la doble militància amb altres partits, havent de resoldre organigrama, estatuts i la seva relació amb el Partit Demòcrata. El partit va renovar l'Executiva mitjançant una consulta en línia als seus afiliats, resultant electes Carles Puigdemont com a president del partit (amb el 99,3% dels vots), i Jordi Sànchez com el seu secretari general (amb el 94,2% dels vots). Sànchez no va presentar-se a la reelecció al congrés d'Argelers de juny de 2022 i Jordi Turull fou escollit per rellevar-lo.

### Indult
El 23 de juny de 2021, juntament amb la resta d'empresonats en el judici al procés independentista català fou indultat de la pena de presó pel govern de Pedro Sánchez, que mantingué la inhabilitació establerta en la sentència, condicionat a no cometre cap delicte greu en els següents 6 anys, i immediatament fou posat en llibertat, juntament amb Oriol Junqueras, Jordi Turull, Josep Rull, Raül Romeva i Joaquim Forn, que també complien condemna al Centre Penitenciari Lledoners, Carme Forcadell, que complia condemna al Centre Penitenciari de Dones de Barcelona i Dolors Bassa que complia condemna al Centre Penitenciari Puig de les Basses.